# La Cormorandière
La Cormorandière est le nom d'un rocher situé à proximité immédiate au nord-est de la pointe des Espagnols, au débouché du goulet de Brest, côté rade. Marqué d'une perche, il est environné d'eaux où règnent les plus forts courants de marée de la rade de Brest.